# 12083 Darone
12083 Darone è un asteroide della fascia principale. Scoperto nel 1998, presenta un'orbita caratterizzata da un semiasse maggiore pari a 2,1285705 au e da un'eccentricità di 0,0025592, inclinata di 2,59501° rispetto all'eclittica.